# Nikon Coolpix 950
Le Nikon Coolpix 950 est un appareil photographique numérique sorti en 1999 de type compact fabriqué par Nikon de la série de Nikon Coolpix.

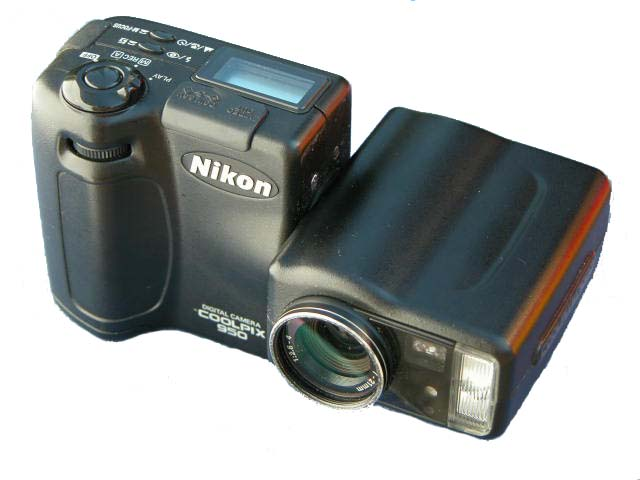
Coolpix 950

C'est un appareil photo compact avec un corps sur pivot aux dimensions de 14,3 x 7,65 x 3,65 cm, une définition de 2,1 mégapixels et un zoom optique de 3x.

Sa portée minimum de la mise au point est de 2 cm.

L’ajustement de l'exposition est possible dans une fourchette de ±2,0 par paliers de 0,33 EV.

La balance des blancs se fait de manière automatique, mais également semi-manuelle avec 5 options préréglées (fin, lumière incandescent, trouble, éclair et tubes fluorescents).

Son flash incorporé a une portée effective de 9 m et dispose de la fonction atténuation des yeux rouges.

Le principal défaut de l'appareil est la porte de logement de la batterie, qui est fragile. En plus, beaucoup d'utilisateurs ont constaté que même un choc mineur sur l'appareil endommageait la motorisation de mise au point automatique, ayant pour résultat des réparations coûteuses.
Il a été remplacé par le Coolpix 990 et sa production est maintenant arrêtée.

## Caractéristiques
- Boitier : Alliage de magnésium
- Capteur CCD 1/2 pouce : 2,1 millions de pixels
- Zoom optique : 3x, numérique : 2,5x
  - Distance focale équivalence 35 mm : 38-115 mm
  - Ouverture maximale de l'objectif : F/2,6-F/4
- Vitesse d'obturation : 8 à 1/750 seconde
- Sensibilité : ISO 80 - 100 - 160 - 320
- Stockage : CompactFlash
- Définition image : 640 × 480 - 1024 × 768 - 1600x1200 au format JPEG et TIFF
- Connectique : Série, sortie vidéo composite phone (RCA)
- Écran LCD de 2 pouces - matrice active TFT de 130 000 pixels
- Batterie : 4 piles alcalines AA (LR6) autonomie : 60 min
- Poids : 400 g
- Finition : noir